# Cătălin Predoiu
Cătălin Marian Predoiu, född 27 augusti 1968 i Buzău, är en rumänsk jurist som mellan 6 och 9 februari 2012 var Rumäniens tillförordnade premiärminister. Han tillträdde efter att den tidigare premiärministern Emil Boc hade avgått efter omfattande protester. Innan han utsågs till premiärminister, hade Predoiu varit justitieminister i Bocs regering.